# 北泽欣浩
北泽欣浩（日语：／ Kitazawa Yoshihiro，1962年8月4日—），日本男子速度滑冰运动员。他曾代表日本参加1984年冬季奥林匹克运动会速度滑冰比赛，获得男子500米银牌。他也曾参加1986年亚洲冬季运动会。